# Republiken Övre Volta
Republiken Övre Volta (franska: République de Haute-Volta) etablerades den 11 december 1958 som en självstyrande koloni inom det Franska samväldet. Innan det uppnådde autonomi hade det varit Franska Övre Volta och en del av den Franska unionen. Den 5 augusti 1960 uppnådde man full självständighet från Frankrike.
Thomas Sankara kom till makten genom en militärkupp den 4 augusti 1983. Efter kuppen bildade han det Nationella rådet för revolutionen (CNR) med sig själv som president. Under ledning av Sankara ändrades namnet på staten den 4 augusti 1984 från Övre Volta till Burkina Faso, som betyder "landet av hederliga människor."
Namnet Övre Volta indikerar att landet innehåller den övre delen av floden Volta. Floden är uppdelad i tre delar, som kallas Svarta Volta, Vita Volta och Röda Volta; färgerna på den nationella flaggan motsvarade delarna av floden.

## Populärkultur
Den västtyske förbundskanslern Helmut Schmidt beskrev gärna Sovjetunionen under 1980-talet som "Övre Volta med missiler" enligt David Halberstam i en artikel i Vanity Fair i augusti 2007. Frasen "Övre Volta med raketer" användes också för att beskriva Sovjetunionen (inom citationstecken, men utan erkännande) i en undersökning om den sovjetiska ekonomin i The Economist den 9 april 1988. Enligt Perry Anderson var frasen populär bland utländska diplomater under 1970-talet. Han föreslår att det moderna Ryssland skulle kunna kallas "Saudiarabien med raketer".